# Heinrich Lüth

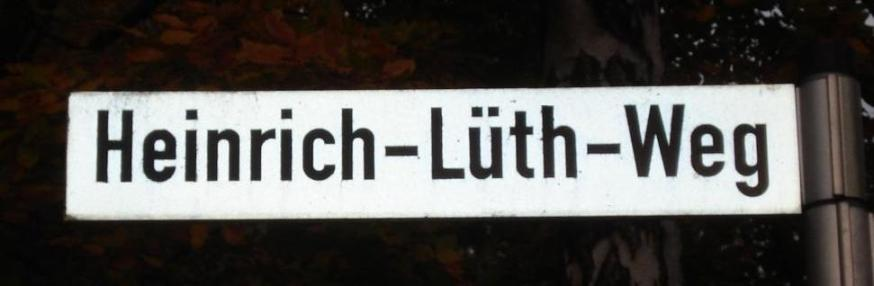
Das Schild „Heinrich-Lüth-Weg“ am Seepark in Eutin

Heinrich Lüth (* 25. August 1864 in Kremperkate bei Lensahn; † 11. November 1949 in Eutin) war großherzoglicher Hofgarteninspektor und letzter Hofgärtner Eutins.
Unter seiner Anleitung entstand 1934 der Seepark. Auch setzte er sich maßgeblich für die Gestaltung des Eutiner Schlossparks ein, eines der bedeutendsten Gartenkunstdenkmäler der Aufklärung in Schleswig-Holstein.
Heinrich Lüth wurde 1893 Hofgärtner in Eutin, zuvor war er Gärtner in Güldenstein. 1912 erhielt er den Titel Garteninspektor, 1914 Hofgarteninspektor. Ab 1927 befand er sich im Ruhestand, behielt aber bis 1945 die Aufsicht über die Gärten. In Eutin schloss er sich der Freimaurerloge Zum Goldenen Apfel an.

## Quelle
- Erika Lüth: Hofgärtner Heinrich Lüth, Eutin, mein Vater. In: Jahrbuch für Heimatkunde – Eutin. Heimatverband Eutin, Eutin 1974, S. 71–74.

| Personendaten    | Personendaten                                                      |
| ---------------- | ------------------------------------------------------------------ |
| NAME             | Lüth, Heinrich                                                     |
| KURZBESCHREIBUNG | Hofgarteninspektor und letzter Hofgärtner Eutins                   |
| GEBURTSDATUM     | 25. August 1864                                                    |
| GEBURTSORT       | Kremperkate bei Lensahn, Herzogtum Holstein, Dänischer Gesamtstaat |
| STERBEDATUM      | 11. November 1949                                                  |
| STERBEORT        | Eutin, Schleswig-Holstein, Bundesrepublik Deutschland              |